# Relations entre la Tanzanie et l'Union européenne
Les relations entre la Tanzanie et l’Union européenne reposent notamment sur le soutien de l'Union européenne à certaines politiques menées en Tanzanie dans le cadre de l'aide au développement.  Ainsi, de 2008 à 2013, l'Union européenne a octroyé 555 millions d'euros à la Tanzanie afin le budget du programme national de réduction de la pauvreté.

## Sources

## Compléments